# Мария Изабелла Орлеанская
Мария Изабелла Орлеанская, инфанта Испании (исп. Maria Isabel Francisca de Asis Antonia Luisa Fernanda Cristina Amelia Felipa Adelaide Josefa Elena Enriqueta Carolina Justina R de Orléans y Borbón; 21 сентября 1848[…], Севильский Алькасар — 23 апреля 1919[…], Вильяманрике-де-ла-Кондеса, Андалусия) — французская принцесса и инфанта Испании, после замужества приняла титул графини Парижской супруга Луи-Филиппа, графа Парижского.

## Семья
Родилась в Севилье в семье Антуана Орлеанского и инфанты Луизы Фернанды Испанской. Антуан был младшим сыном Луи-Филиппа I, последнего короля Франции, и его супруги Марии Амалии Неаполитанской. Инфанта Луиза Фернанда была дочерью короля Испании Фердинанда VII и его четвёртой жены Марии Кристины Бурбон-Сицилийской.

## Брак и дети
30 мая 1864 года вышла замуж за своего двоюродного брата Луи-Филиппа, графа Парижского, претендента на французский престол под именем Филипп VII. У них было восемь детей:
- Амелия (1865—1951), вышла замуж за Карлуша I, два сына и дочь:
  - Луиш Филипе (1887—1908), герцог Браганса, смертельно ранен при нападении террористов,
  - Мария Анна (1887),
  - Мануэл II (1889—1932).
- Луи Филипп Роберт (1869—1926), женат на Марии Доротее Австрийской
- Елена (1871—1951). Вышла замуж за Эммануэля Филибера, 2-го герцога Аосты в 1895 году:
  - Амедео (1898—1942), женат на Анне Орлеанской, две дочери:
    - Маргарита (1930—2022) , супруга Роберта Габсбург-Лотарингского, герцога Модены; имели двух дочерей и трех сыновей:
      - Мария Беатрис (1954), замужем за Рипрандом фон Арко-Цинненбергом, шесть дочерей:
        - Анна Терезия (1981) , с 29 сентября 2018 года супруга Колина Маккензи, дочь и сын:
          - Жозефина (2019)
          - Каспар (2022)

        - Маргарита (1983)
        - Олимпия (1988) — с 19 октября 2019 года супруга Жана Кристофа, принца Наполеона, один сын:
          - Луи-Шарль (2022)

        - Максимилиана Эме Мария (1990)
        - Мари Габриэль (1992)
        - Джорджиана (1997)

      - Лоренц (род. 16 декабря 1955), женат с 1984 года на бельгийской принцессе Астрид (род. 1962), единственной дочь короля бельгийцев Альберта II. У них два сына и три дочери:
        - Амадео (1986), с 2014 года женат на Элизабет Марии Росбох фон Волькенштайн, две дочери и сын:
          - Анна Астрид (род. 17 мая 2016)
          - Максимилиан (род. 6 сентября 2019)
          - Аликс (род. 2 сентября 2023)

        - Мария Лаура (1988)
        - Иоахим (1991)
        - Луиза-Мария (1995)
        - Летиция Мария (2003)

      - Герхард (род. 30 октября 1957), с 2015 года женат на Ирис Джанраситс (род. 1961)
      - Мартин (род. 21 декабря 1959), женат с 2004 года на принцессе Екатерине Изенбургской (род. 21 октября 1971), дочери Франца-Александра, принца Изенбургского, и сестре Софии, принцессы Прусской (род. 1978). У них три сына и дочь:
        - Бартоломей (2006)
        - Эммануэль (2008)
        - Хелена (2009)
        - Луиджи (2011)

      - Изабелла (род. 2 марта 1963), муж с 1997 года граф Андраш Зарноки-Лукеши (род. 21 апреля 1960). У них есть три сына и дочь:
        - Альвизе (1999)
        - Карло (2000)
        - Мария Анна (2002)
        - Алессандро (2004)

    - Мария Кристина (1933—2023) , супруга Казимира Бурбон-Сицилийского, имели двух сыновей и двух дочерей:
      - Луис (1970), первый брак с Кристиной Аповиан, одна дочь; второй брак с Марией да Глорией Ганем Рубиан, две дочери и сын;
        - Анна София (1999)
        - Мария Изабелла (2012)
        - Пауло Афонсу (2014)
        - Луиза Фернанда (2014)

      - Анна Сесилия (1971), замужем за Родольфом де Винсен де Кассан, сын и дочь:
        - Амадео (2006)
        - Виктория (2009)

      - Елена София (1973)
      - Александр (1974)

  - Аймоне (1900 —1948), король Хорватии Томислав II и 4-й герцог Аостский, женат на Ирене Греческой, один сын:
    - Амадей (1943 — 2021), 5-й герцог Аостский с 1948 по 2006 год, первый брак с Клод Орлеанской, две дочери и сын; второй брак с Сильвией Патерно-ди-Спедалотто, детей нет; есть дочь от внебрачных отношений;
      - Бьянка (1966), вышла замуж за Гильбе́рто Арривабе́не Вале́нти Гонза́га, четыре дочери и сын:
        - Виола (1991), вышла замуж за Чарли Сиема, 1 дочь:
          - Ада Мафальда (2023)

        - Вера (1993), вышла замуж за Бриано Мартинони Калеппио, 1 сын:
          - Дардо (2023)

        - Мафальда (1997)
        - Маддалена (2000)
        - Леонардо (2001)

      - Аймоне (1967) — герцог Апулийский, женат на принцессе О́льге Гре́ческой, дочери принца Михаила Греческого и Датского, и Марины Кареллы, имеют двух сыновей и дочь:
        - Умберто (2009)
        - Амадео (2011)
        - Изабелла (2012)

      - Мафальда (1969) — первый брак с Алеса́ндро Ру́ффо-ди-Кала́брия-Сантапа́у ди Принси́пи ди Палаццо́ло, детей нет; второй брак с Франче́ско Ферра́нте Ка́рло Наполео́не, 2 дочери и сын:
        - Анна (2002)
        - Карло (2003)
        - Елена (2004)

      - Джинерва (2006), внебрачная дочь
- Шарль (1875—1875) — умер во младенчестве.
- Изабелла (1878—1961), вышла замуж за принца Жана Орлеанского, герцога де Гиз в 1899 году:
  - Изабелла (1900—1983), в первом браке — за Бруно, графом д’Аркур, сын и три дочери; во втором — за принцем Пьером Мюратом;
    - Бруно (1925—1958), первый брак с Зинаидой Рашевской, детей нет; второй брак с Ивонн де Кондатес, два сына:
      - Бруно (1951 - 2020)
      - Франсуа (1953), женат на Колумбе Ануй, две дочери:
        - Мари-Солен (1990)
        - Изабель (1996)

    - Жилон (1927-2019), вышла замуж за Антуана Дрё-Брезе, четыре дочери и сын:
      - Лора (1951), вышла замуж за Тьерри Нормана, два сына:
        - Антуан (1975)
        - Тибо (1976)

      - Анна (1952 - 1953)
      - Диана (1954), первый брак с Бруно Пурруа де Кинсона-Удино, одна дочь; второй брак с Жилем Узелем, одна дочь:
        - Констанса (1977)
        - Анна Франсуаза (1992)

      - Изабель (1958 - 1965)
      - Анн-Пьер (1958-1958)

    - Изабель (1927-1993), вышла замуж за Луи Мюрата, четыре сына и две дочери:
      - Пьер (1949), женат на Шанталь Кайа, дочь и сын:
        - Жюли (1992)
        - Чарльз (1995)

      - Ксавье (1951 — 1951)
      - Лейла (1953), первый брак с Оливье Дюамелем; второй брак с шерифом Эль Хакима, три сына и дочь:
        - Осман (1982)
        - Исмаэль (1983
        - Солиман (1988)
        - Надя (1993)

      - Лаура (1954), первый брак с Бруно Байи, дочь и сын; второй юрак с Тьерри де Монталамбера, сын и две дочери:
        - Сара (1980)
        - Дэмиен (1983)
        - Томас (1991)
        - Изабель (1994)
        - Алексия (1995)

      - Бернард (1959), женат на Светлане Рожковой, три сына:
        - Дмитрий (2002)
        - Гийом (2004)
        - Владимир (2008)

      - Жером (1966),женат на Катаржине Залесской, две дочери:
        - Роза (2014)
        - Изабель (2014)

    - Моник (1929), вышла замуж за Альфреда Буле де ла Мотра, три дочери:
      - Жилон (1949), вышла замуж за графа Рено де Клермон-Тоннер, дочь и сын:
        - Аделаида (1976),замужем за Лораном Дельпешем, два сына:
          - Алексис (2015)
          - Максим (2015)

        - Адриен (1980)

      - Лора (1951), дочь и сын:
        - Шарлотта (1983)
        - Джетро (1987)

      - Изель (1956), замужем за Александром де Блакас д’Ольпом, две дочери:
        - Маргарита (1980)
        - Диана (1981)

  - Франсуаза (1902—1953), замужем за Христофором Греческим, 1 сын:
    - Михаил (1939 - 2024), женат на Марине Карелле, две дочери:
      - Александра (1968), замужем за Николасом Мирзаянцем, два сына:
        - Тигран (2000)
        - Дариус (2002)

      - Ольга (1971), замужем за Аймоне Савойским, два сына и дочь:
        - Умберто (2009)
        - Амедео (2011),
        - Изабелла (2012)

  - Анна (1906—1986), замужем за Амадеем Савойским, герцогом Аостским, две дочери:
    - Маргарита (1930—2022) — супруга Роберта Габсбург-Лотарингского, герцога Модены; имели пятерых детей;
      - Мария Беатрис (род. 11 декабря 1954), муж с 1980 года граф Рипранд фон Арко-Цинненберг (род. 25 июля 1955), правнук последнего короля Баварии Людвига III и Марии Терезии, эрцгерцогини Австрийской-Эсте. У них было шесть дочерей:
        - Анна Терезия (1981) — с 29 сентября 2018 года супруга Колина Маккензи.
          - Жозефина (2019)
          - Каспар (2022)

        - Маргарита(1983)
        - Олимпия (1988) — с 19 октября 2019 года супруга Жана Кристофа, принца Наполеона.
          - Луи-Шарль (2022)

        - Максимилиана Эме Мария(1990)
        - Мари Габриэль (1992)
        - Джорджиана (1997)

      - Лоренц (род. 16 декабря 1955), женат с 1984 года на бельгийской принцессе Астрид (род. 1962), единственной дочь короля бельгийцев Альберта II. У них три дочери и два сына:
        - Амадео (1986), с 2014 года женат на Элизабет Марии Росбох фон Волькенштайн, двое детей:
          - Анна Астрид (17 мая 2016)
          - Максимилиан (6 сентября 2019)
          - Аликс (2 сентября 2023)

        - Мария Лаура (1988)
        - Иоахим (1991)
        - Луиза-Мария (1995)
        - Летиция Мария (2003)

      - Герхард (род. 30 октября 1957), с 2015 года женат на Ирис Джанраситс (род. 1961)
      - Мартин (род. 21 декабря 1959), женат с 2004 года на принцессе Екатерине Изенбургской (род. 21 октября 1971), дочери Франца-Александра, принца Изенбургского, и сестре Софии, принцессы Прусской (род. 1978). У них три сына и дочь:
        - Бартоломей (2006)
        - Эммануэль (2008)
        - Хелена (2009)
        - Луиджи (2011)

      - Изабелла (род. 2 марта 1963), муж с 1997 года граф Андраш Зарноки-Лукеши (род. 21 апреля 1960). У них есть три сына и дочь:
        - Альвизе (1999)
        - Карло (2000)
        - Мария Анна (2002)
        - Алессандро (2004)

    - Мария Кристина (1933—2023) — супруга Казимира Бурбон-Сицилийского, два сына и два дочери:
      - Луис (1970), первый брак с Кристиной Аповиан, одна дочь; второй брак с Марией да Глорией Ганем Рубиан, две дочери и сын;
        - Анна София (1999) - от первого брака
        - Мария Изабелла (2012) - от второго брака
        - Пауло Афонсу (2014)
        - Луиза Фернанда (2014)

      - Анна Сесилия (1971), замужем за Родольфом де Винсен де Кассан, сын и дочь:
        - Амадео (2006)
        - Виктория (2009)

      - Елена София (1973)
      - Александр (1974)

  - Анри (1908—1999), женат на Изабелле Орлеан-Браганской, шесть дочерей и пять сыновей:
    - Изабелла (1932), вышла замуж за Фридриха Карла, графа фон Шёнборн-Буххайм, три сына и две дочери:
      - Дамиан (1965), женат а Дейдре-Мэри Аскоф, одна дочь:
        - Изабелла (2003)

      - Винсент (1966), женат на Катарине Граф, три сына:
        - Филипп (2003)
        - Клеменс (2005)
        - Александр (2010)

      - Лотарингия (1968), замужем за Вильгельмом фон Шпее, три сына и две дочери:
        - Август (1998)
        - Пауль (1999)
        - Элоиза (2001)
        - Людмила (2003)
        - Космос (2005)

      - Клэр (1969), замужем за Вольфгангом Лихтенфильдом, один сын:
        - Александр (2011)

      - Мельхиор (1977), женат на Бернадетт Ментцингенской, два сына:
        - Теодор (2015)
        - Леопольд (2017)

    - Анри (1933), женат на Марии-Терезе Вюртембергской, две дочери и три сына:
      - Мари (1959),  вышла замуж за принца Лихтенштейна Гундакара, три дочери и два сына:
        - Леопольдина (1990)
        - Мария-Иммакулата (1991)
        - Иоганн-Венцель (1993), женат на Фелисите Хартиг, одна дочь:
          - Жозефина (2024)

        - Маргарита (1995)
        - Габриэль (1998)

      - Франсуа (1961-2017)
      - Бланш (1962)
      - Жан (1965), женат на Филомене де Торнос, три сына и три дочери:
        - Гастон (2009)
        - Антуанетта (2012)
        - Луиза-Маргарита (2014)
        - Жозеф (2016)
        - Гиацинта (2018)
        - Альфонс (2023)

      - Эд (1968) женат на Мари-Лиесс де Роан-Шабо, дочь и сын:
        - Тереза (2001)
        - Пьер (2003)

    - Элен (1934), вышла замуж за Эврара Лимбург-Штирума, дочь и три сына:
      - Катрин (1957), вышла замуж за Ортиса-Армандо Гальрао, дочь и сын:
        - Селеста (1988)
        - Ориан  (1993)

      - Тьерри (1959), женат на Кате делла Файль де Левергем, две дочери:
        - Глория (1993)
        - Анжелика (1995)

      - Луи (1962), женат на Белен Лопес Монтеро, сын и дочь:
        - Жан-Тьерри (1999)
        - Инес (2000)

      - Бруно (1966), женат на Кристин де Ланнуа, три сына и дочь:
        - Гаспар (1996)
        - Феликс (1998)
        - Ахиллес (2001)
        - Роза (2003)

    - Франсуа (1935-1960)
    - Анна (1938), вышла замуж за Карлоса де Бурбон-душ—Сицилиас, четыре дочери и сын:
      - Кристина (1966), вышла замуж за Педро Лопеса-Кесада-и-Фернандеса Уррутиа, дочь и сын:
        - Виктория (1997)
        - Педро (2003)

      - Мария-Палома (1967), вышла замуж за Симеона Габсбург-Лотарингского, три сына и две дочери:
        - Иоганн (1997)
        - Людвиг (1998)
        - Изабелла (2000)
        - Карлотта (2003)
        - Филипп (2007)

      - Педро (1968), женат на Софии Ландалус—и-Мельгарехо, четыре сына и три дочери:
        - Хайме (1992), женат на Шарлотте Диан, одна дочь:
          - Франческа (2023)

        - Хуан (2003)
        - Пабло (2004)
        - Педро (2006)
        - София (2008)
        - Бланка (2011)
        - Мария (2015)

      - Инес (1971), вышла замуж за Мишель Каррелли Паломби де Маркиз ди Райано, две дочери и сы6:
        - Тереза (2003)
        - Бланка (2005)
        - Артуро (2014)

      - Виктория (1976), вышла замуж за Маркоса Номикоса, три сына и дочь:
        - Анастасиос (2005)
        - Ана (2006)
        - Каролос (2008)
        - Симеон (2012)

    - Диана (1940), вышла замуж за Карлом Вюртембергским, четыре сына и две дочери:
      - Фридрих (1961-2018), женат на Марии цу Вид, сын и две дочери:
        - Вильгельм (1994)
        - Мари Амели (1996)
        - Софи Дороти (1997)

      - Матильда (1962), вышла замуж за Эриха фон Вальдбурга цу Цайля унд Траухбург, пять дочерей:
        - Мари-Тереза (1989)
        - Элизабет (1990)
        - Мари-Шарлотта (1992)
        - Элен (1993)
        - Мари-Габриэль (1996)

      - Эберхард (1963), женат на Дезире Копф, один сын:
        - Александр (2010)

      - Филипп (1964), женат на Марии-Каролине Баварской, три дочери и сын:
        - Софи (1994)
        - Полин (1997)
        - Карл-Теодор (1999)
        - Анна (2007)

      - Михаэль (1965)
      - Флёр (1977), вышла замуж за Морица фон Госса, сын и две дочери:
        - Зенон (2004)
        - Фламиния (2006)
        - Ливия (2010)

    - Мишель (1941), женат на Беатрис Мари Псакье де Франкло, две дочери и два сына:
      - Клотильда (1968), вышла замуж за Эдуарда Крепи, четыре сына и дочь:
        - Луи-Николя (1995)
        - Шарль-Эдуард (1996)
        - Гаспар-Мари (1999)
        - Огюстен (2005)
        - Элеонора (2007)

      - Аделаида (1971), вышла замуж Пьера-Луи Дайи, два сына и дочь:
        - Диего (2003)
        - Альмудена (2004)
        - Гаэтано (2009)

      - Шарль-Филипп (1973), женат на Диане Альвареш Перейра де Мелу, 1 дочь:
        - Изабелла (2012)

      - Франсуа (1982), женат на Терезе фон Эйнзидель, два сына и две дочери:
        - Филипп (2017)
        - Мари-Амели (2019)
        - Рафаэль (2021)
        - Мари-Луиза (2023)

    - Жак (1941), женат на Жерсенде де Сабран-Понтевес, дочь и два сына:
      - Диана (1970), вышла замуж за Алексиса де Ноай, три дочери:
        - Селин (2005)
        - Леонтин (2006)
        - Виктуар (2008)

      - Шарль-Луи (1972), женат на Илеане Манос, два сына и три дочери:
        - Филипп (1998)
        - Луиза (1999)
        - Элен (2001)
        - Константин (2003)
        - Изабель (2005)

      - Фульк (1974)

    - Клод (1943), замужем за Амадеем Савойским-Аостским, две дочери и сын:
      - Бьянка (1966) — вышла замуж за Гильберто Арривабене Валенти Гонзага, 4 дочери и сын:
        - Виола (1991), вышла замуж за Чарли Сиема, 1 дочь:
          - Ада Мафальда (2023)

        - Вера (1993), вышла замуж за Бриано Мартинони Калеппио, 1 сын:
          - Дардо (2023)

        - Мафальда (1997)
        - Маддалена (2000)
        - Леонардо (2001)

      - Аймоне (1967) — герцог Апулийский, женат на принцессе Ольге Греческой, два сына и дочь:
        - Умберто (2009)
        - Амадео (2011)
        - Изабелла (2012)

      - Мафальда (1969) — первый брак с Алесандро Руффо-ди-Калабрия-Сантапау ди Принсипи ди Палаццоло, детей нет; второй брак с Франческо Ферранте Карло Наполеоне, 2 дочери и сын:
        - Анна (2002)
        - Карло (2003)
        - Елена (2004)

    - Шанталь (1946), вышла замуж за Франсуа-Ксавье Клода Мари де Самбуси де Сорга, два сына и дочь:
      - Аксель (1976), женат на Шарлотте Поль-Рейно, дочь и сын:
        - Августина (2015)
        - Вальдемар (2016)

      - Александр (1978), женат на Анн-Сесиль Берто, два сына и две дочери:
        - Кома (2008)
        - Сикстин (2010-2010)
        - Виктуар (2011)
        - Изолина (2013)

      - Кильдина (1979), замужем за Антуаном Стивенсоном, три сына и шесть дочерей:
        - Жан (2007)
        - Сара (2009)
        - Эулалия (2010)
        - Луи (2011)
        - Анна (2013)
        - Габриэлла (2014)
        - Саломея (2016)
        - Доминик (2018)
        - Пиа (2022)

    - Тибо (1948-1983), женат на Марион Гордон-Орр, два сына:
      - Роберт (1976)
      - Луи-Филипп (1979-1980)
- Жак (1880—1881) — умер во младенчестве.
- Луиза (1882—1958). Вышла замуж за принца Карлоса Бурбон-Сицилийского в 1907 году. Её дочь Мария Мерседес Бурбон-Сицилийская была матерью короля Хуана Карлоса I:
  - Карлос (1908—1936) — погиб во время гражданской войны в Испании;
  - Мария де лос Долорес (1909—1996) — вышла замуж за польского князя Августина Юзефа Чарторыйского (1907—1946). Их потомки проживают в Испании при дворе короля Хуана Карлоса. В семье было двое детей;
    - Адам Кароль Чарторыйский (1940), женат на Норе Пиччиотто, одна дочь:
      - Тамара (1978)

    - Людвиг Петр (1945-1946)

  - Мария де лас Мерседес (1910—2000) — супруга графа Барселонского Хуана (1913—1993), мать короля Испании Хуана Карлоса, всего в семье было четверо детей;
    - Пилар (1936), замужем за Луисом Гомесом-Асебо и Эстрада, дочь и четыре сына:
      - Симонетта (1968), замужем за Мигелем Фернандесом и Састрон, два сына и дочь:
        - Луис Хуан (1991)
        - Пабло (1995)
        - Мария де лас Мерседес (2000)

      - Хуан (1969-2024), женат на Уинстоне Холмсе Карни, один сын:
        - Николас (2013)

      - Бруно (1971), женат на Барбаре Кано-и-де-ла-Плаза, три сына:
        - Алехандро (2004)
        - Гильермо (2005)
        - Альваро (2011)

      - Бельтран (1973), женат на Лауре Понте-и-Мартинес, сын и дочь; второй брак с Андреей Паскуаль Висенс, один сын:
        - Луис Фелипе (2005)
        - Лаура (2006)
        - Хуан (2016)

      - Фернандо (1974-2024), женат на Монике Мартин-и-Луке, один сын:
        - Николас (2016)

    - Хуан Карлос (1938), бывший король Испании, женат на Софии Греческой, две дочери и сын:
      - Елена (1963), женат на Хайме де Маричаларом и Саэнс де Техада, сын и дочь:
        - Фелипе (1998)
        - Виктория (2000)

      - Кристина (1965), замужем за Иньяки Урдангарином, три сына и дочь:
        - Хуан (1999)
        - Пабло (2000)
        - Мигель (2002)
        - Ирена (2005)

      - Фелипе (1968), король Испании, женат на Летисии Ортис, две дочери:
        - Леонор (2005)
        - София (2007)

    - Маргарита (1939), замужем за Карлосом Суритой, сын и дочь:
      - Альфонсо (1973)
      - Мария София (1976), один сын:
        - Карлос (2018)

    - Альфонсо (1941-1956)

  - Мария де ла Эсперанса (1914—2005) — супруга принца Педро Гаэтано Орлеан-Браганса (1913—2007), шестеро детей.
    - Педру Карлуш (1945), был женат на Рони Кун де Соуза, один сын; женат на Патриции Александре Браскомбе, один сын:
      - Педру Тиагу (1979)
      - Филипп (1982)

    - Мария да Глория (1946), была замужем за Александром Карагеоргиевичем, три сына; замужем за Игнасио де Медина и Фернандес де Кордова, две дочери:
      - Петр (1980), одна дочь:
        - Долорес (2017)

      - Филипп (1982), женат на Данице Маринкович, сын и дочь:
        - Стефан (2018)
        - Мария (2023)

      - Александр (1982)
      - Сол (1986)
      - Анна (1988)

    - Альфонсо (1948), женат на Марии Хуане Парехо-и-Гурручаге, две дочери:
      - Мария (1974)
      - Джулия (1977)

    - Мануэл (1949), женат на Маргарите Хаффнер-и-Ланча, дочь и сын:
      - Луиза (1978)
      - Мануэль (1981)

    - Кристина (1950), замужем за Яна Павла Сапегу-Розанского, две дочери:
      - Анна (1981)
      - Паола (1983)

    - Франциску (1956), женат на Кристине Шмидт-Пешане, один сын; второй брак с Ритой де Кешаша Пиреш, сын и дочь:
      - Франсишку (1979)
      - Габриэль (1989)
      - Мануэла (1997)
- Фердинанд (1884—1924). Женился на Марии Изабель Гонсалес в 1921 году, детей не было.

Вынужденные покинуть Францию, Мария Изабелла и её муж жили сначала в Англии. В 1871 году им было разрешено вернуться во Францию, где они жили в Париже и в Нормандии.
В 1886 году они были вынуждены покинуть Францию во второй раз. В 1894 году её муж умер в изгнании в графстве Бакингемшир. Мария Изабелла жила во Франции, и умерла в 1919 году в своем дворце в Вильяманрике-де-ла-Кондеса, недалеко от Севильи.

## Титулы
Франция
- 21 сентября 1848 — 30 мая 1864: Её Королевское Высочество Принцесса Мария Изабелла Орлеанская, инфанта Испании
- 30 мая 1864 — 8 сентября 1894: Её Королевское Высочество Графиня Парижская
- 8 сентября 1894 — 23 апреля 1919: Её Королевское Высочество Вдовствующая графиня Парижская

 Испания
- 21 сентября 1848 — 30 мая 1864: Её Королевское Высочество Инфанта Мария Изабелла Испанская, принцесса Орлеанская
- 30 мая 1864 — 8 сентября 1894: Её Королевское Высочество Инфанта Мария Изабелла Испанская, графиня Парижская
- 8 сентября 1894 — 23 апреля 1919: Её Королевское Высочество Инфанта Мария Изабелла Испанская, вдовствующая графиня Парижская